# Se men inte röra
Se men inte röra är ett musikalbum av den svenska gruppen Diestinct som utgavs på LP år 1981 på skivbolaget Mistlur Records.

## Låtlista
1. "Se men inte röra"
2. "Underligt och konstigt"
3. "Storstadens gator"
4. "Ensam för en dag"
5. "Jag tänker inte ge upp"
6. "Hundra frågor"
7. "Ensamma spår"
8. "Det är synd om människorna"
9. "Små liv/för sent att förklara"

- Musik: Diestinct
- Text: Jan Zachrisson

## Medverkande
- Jan Zachrisson - sång, gitarr
- Jörgen Bergmark - trummor
- Mikael Selin - bas